# Celler (restaurant)
|  | Per a altres significats, vegeu «Celler». |

A Mallorca un celler és sinònim de restaurant, preferiblement destinat a la gastronomia mallorquina tradicional i que conserva, o simula, certa disposició pròpia dels cellers productors de vi, que era el seu significat originari.
Els cellers tradicionals mallorquins eren generalment de petites dimensions i de caràcter familiar; un dels serveis que oferien era una taula a persones de pas que portaven el propi menjar i l'acompanyaven del vi de la casa, que era l'única cosa que es pagava. Per això disposaven de mobiliari rústic de menjador, conformat per grans taules comunitàries i bancs per seure-hi. Eventualment aquests antics cellers podien servir el menjar familiar a persones que no en portaven, però no conformava l'activitat principal de l'establiment.
A partir de la plaga de la fil·loxera de la vinya que arribà a l'illa a principis del segle xx, molts cellers no varen poder continuar servint el seu producte i alguns, els que no tancaren, varen redirigir la seva activitat principal a la dispensació de menjar, esdevenint així el lloc més relacionat amb l'oferta gastronòmica popular característica de Mallorca. Amb el boom turístic els cellers varen caracteritzar el tipisme mallorquí en matèria gastronòmica i alguns establiments que no havien estat cellers varen adaptar la seva aparença incorporant elements decoratius propis dels cellers, significativament les botes congrenyades que en són l'element distintiu que més caracteritzava els cellers antics.
En un sentit menys estricte, també es pot fer servir la paraula celler per designar qualsevol restaurant de cuina popular i, per contra, és poc freqüent el seu ús per designar un centre productor de vi, actualment de majors dimensions i aparença més industrial, essent més habitual la paraula bodega, per influència del castellà encara que també sigui una paraula patrimonial en català.